# 李元裕
李 元裕（り げんゆう、生年不詳 - 麟徳2年7月19日（665年9月4日））は、中国唐の高祖李淵の十七男。母は崔嬪。

## 経歴
貞観5年（631年）、鄶王に封じられた。貞観11年（637年）、鄧王に改封され、実封800戸を受けた。鄧州・梁州・黄州の刺史を歴任した。学問を好み、論理学をよく談じ、典籤の盧照鄰と親しい付き合いをした。貞観23年（649年）、実封1200戸まで加増された。高宗のとき、寿州・襄州刺史を経て、兗州都督となった。
麟徳2年（665年）、世を去ると、司徒・益州大都督の位を追贈され、献陵に陪葬された。諡を康といった。
子がなく、江王李元祥の子の広平公李炅が後を継いだ。

## 伝記資料
- 『旧唐書』巻64 列伝第14「鄧王元裕伝」
- 『新唐書』巻79 列伝第4「鄧王元裕伝」